# Dean Armstrong
Dean Armstrong (ur. 24 kwietnia 1973 w Owen Sound) – kanadyjski aktor i reżyser filmowy, teatralny i telewizyjny.

## Życiorys
Urodził się w Owen Sound w prowincji Ontario. Występował w roli Blake’a Wyzeckiego w amerykańskiej wersji serialu Queer as Folk, a także grał w musicalu Rent. Grał także w co najmniej siedmiu reklamach telewizyjnych.

## Filmografia
- 1999: Ziemia: Ostatnie starcie (Earth: Final Conflict) jako hotelowy wolontariusz / główny inżynier
- 1999: Życie do poprawki (Twice in a Lifetime) jako Bruce Bennett
- 2003: Doc jako Scotty Redfield
- 2000−2005: Queer as Folk jako Blake Wyzecki
- 2005: The Newsroom jako Bob Walker
- 2005: Przepis na idealne święta (Recipe for a Perfect Christmas, TV) jako Reynard
- 2008: Repo! The Genetic Opera jako ofiara
- 2010: Piła 3D (Saw 3D) jako Cale
- 2012: Punkt krytyczny (Flashpoint) jako Anson Holt
- 2013: Stróż prawa (Copper) jako John Sutton
- 2014: Prześladowca 3 (Joy Ride 3: Road Kill) jako oficer Williams
- 2016: Piękna i Bestia (Beauty and the Beast) jako porucznik Maron
- 2017: Ocaleni (Salvation) jako Grant
- 2023: Stara szkoła (The Old Way) jako Clark